# Стибіотанталіт
Стибіотанталіт (рос. stibiotantalite; нім. Stibiotantalit m) — мінерал, оксид стибію та танталу.
Назва — від стиб… і мінералу танталіту (G.A.Goyder, 1893).

## Опис
Хімічна формула:
- 1. За Є. Лазаренком: Sb(Nb, Ta)O4.
- 2. За К.Фреєм і за «Fleischer's Glossary» (2004): SbTaO4.

Ta заміщується Nb. При Nb > Ta — стибіоколумбіт.
Сингонія ромбічна. Ромбо-пірамідальний вид. Утворює призматичні кристали. Спайність по (010). Густина 5,7-7,5. Тв. 5,5-6,0. Колір світло- і темно-коричневий. Риса жовта, коричнева. Блиск смолистий до алмазного. Піроелектричний. Крихкий. Злом напівраковистий до зернистого.

## Розповсюдження
Розповсюджений серед пегматитів і у розсипах. Знайдений в каситеритових розсипах Зах. Австралії та в пегматитах родов. Варутреск (Швеція), Месса-Ґранде, шт. Каліфорнія (США).